# Zorn (Band)
Zorn ist eine Black-Metal-Band aus dem Rhein-Neckar-Kreis in Baden-Württemberg.

## Band
2010 verließ der Sänger und Schlagzeuger Sabnock aus persönlichen Gründen die Band. Im selben Jahr wurden die Alben Schwarz Metall und Menschenfeind zusammen mit Bonustiteln über Helheim Productions wiederveröffentlicht.
Am 9. November 2010 wurde die Auflösung der Band Zorn in der Presse bekanntgegeben. Am 11. Januar 2011 meldete das A-Blaze jedoch, dass es mit der Band künftig doch weitergehen werde und sie ihren neuen Sänger mit der Veröffentlichung der EP Zorn vorstellen würden. Diese wurde zum Jahresende 2010 aufgenommen, sie erschien am 18. Februar 2011 in limitierter Auflage über Asatru Klangwerke.

## Musikstil und Texte
Markus Eck bezeichnete die Musik auf dem Debütalbum Schwarz Metall als „infernalischen und abartig räudigen Black Metal, der mit enormer Vehemenz erschallt und von verschworenen Idealisten für ebensolche kreiert. Wer hier aber vorschnell und altklug auf primitive – und identitätslose – teuflische Marschmusik schließt, wird nur zu einem gewissen Grad Recht bekommen.“ Die Band setze „bewusst auf Primitivität“, so werde jedoch „ihre musikalische Profanität zur Reinkultur erhoben“. Die Musiker seien versiert, und es sei ihnen „weder Reife noch kompositorisches Talent abzusprechen“. Die Band sehe sich „in der glorreichen Tradition elitärer okkulter Exekutionskommandos wie Beherit oder Darkthrone. Aber auch alte Gorgoroth klingen ständig zwischen den misanthropischen Partituren hindurch.“ Ihre Lieder sind in der Regel auf Deutsch verfasst. Bis jetzt hatte die Band noch keinen Live-Auftritt und ist laut eigener Aussage auch nicht daran interessiert, ihre Musik live zu spielen.
Die Band bezeichnet ihre Musik als „Terror Black Metal“, die Texte sind sehr oft extremer Natur. Der ehemalige Schlagzeuger und Sänger Sabnock gab als Inspiration seiner Texte „Hass gegen die Menschheit sowie die Verachtung des Christentums“ an. Den Menschen bezeichnete er als „Krankheitserreger […], welcher sich gegen Naturgesetze stellt. Die Menschen haben sich von ihrer Natur, ihrem Ursprung entfernt. Deshalb wird die Natur zum Gegenschlag ausholen. Darum geht es bei ‚Endsieg‘ und um nichts anderes. Black Metal war nie tolerant, muss intolerant sein und es auch bleiben: Gegen Feinde. Sonst ist es kein Black Metal. Wer mit christlicher Nächstenliebe sympathisiert, hat nichts im Black Metal zu suchen“. Neben antichristlichen und gegen die Menschheit gerichteten Aussagen bedient sich die Band in ihren Liedtiteln wie Kristallnacht, Der totale Krieg, Weltmacht oder Niedergang und Endsieg 666 nationalsozialistischen Jargons. Sabnock zufolge geht es im letztgenannten Lied jedoch um den „Gegenschlag“ der Natur gegen den „Krankheitserreger Mensch“. 2009 veröffentlichte die Band ein T-Shirt mit dem Aufdruck „I am not racist, I hate everyone“. Die Labels Hellkult Produktions und Christhunt Productions, auf denen Zorn unter anderem veröffentlichten, weisen dagegen eine eindeutige Nähe zum NSBM auf.

## Diskografie

### Demos
- 2001: Rehearsal Tape (Satan’s Wrath Production)
- 2002: Terror Black Metal (Satan’s Wrath Production)
- 2008: Promo Tape 2008 (Hellkult Produktions)

### Alben
- 2001: Schwarz Metall (Last Episode, 2003 über Black Attakk, 2010 über Helheim Productions wiederveröffentlicht als Digipack), 2012 über Asatru Klangwerke als LP[9]
- 2003: Menschenfeind (Neon Knights, 2003 über Supreme Chaos Records als 10″ Gatefold DLP, 2010 über Helheim Productions wiederveröffentlicht als Digipack)
- 2005: Todesschwadron (Black Attakk)
- 2009: Menschenfeind II – Antichristliches Naturerbe (Christhunt Productions)
- 2014: Gegen alles (Christhunt Productions)

### EPs
- 2002: Genickschuss / Pestenberserker (Split-EP mit Battlethorns) (Supreme Chaos Records)
- 2004: Es zittern die morschen Knochen … / … und die Flamme zerfrisst den Leib (Split-EP mit Grålysning) (Supreme Chaos Records)
- 2011: Zorn (EP) (Asatru Klangwerke)
- 2015: Vulkanischer Winter incl. Blasphemy Coverversion - War Command / Einheit 731 (Split-EP mit NG) (Christhunt Productions) [10]